# Painted Peak, Antarktis (2)
Painted Peak är en bergstopp i Antarktis. Den ligger i Östantarktis. Nya Zeeland gör anspråk på området. Toppen på Painted Peak är 1 838 meter över havet.
Terrängen runt Painted Peak är kuperad norrut, men söderut är den platt. Terrängen runt Painted Peak sluttar västerut. Trakten är obefolkad. Det finns inga samhällen i närheten.